# Château de Lichtenstein (Saxe)
Le château de Lichtenstein est un château de style Renaissance à Lichtenstein/Sa., dans le Land de Saxe.

## Géographie
Le château s'élève à 340 mètres d'altitude, à environ 300 m au nord-est du centre-ville du Lichtenstein. Il se situe dans un emplacement particulièrement stratégiquement favorable sur un éperon de la haute rive orientale du Rödlitzbach et est séparé du plateau de l'arrière-pays par une tranchée autrefois profonde.

## Architecture
Le château est un complexe de deux étages composé de quatre ailes qui renferme une cour rectangulaire. L'étage inférieur, appelé galerie, est structuré par des arcades dans la cour. Il y a une tour octogonale au centre de l'aile ouest. Elle a une structure de colonne ionique sous la lanterne. À l'angle extérieur nord-ouest du château se trouve une tour ronde avec un toit conique.
L'entrée principale est suivie d'un hall d'entrée décoré d'armoiries et de la cour du château, entourée d'arcades depuis le XIXe siècle (env. 1837–1839). L'accès à l'étage supérieur est ajouté plus tard. Au sommet de la tour se trouve une girouette avec les armoiries de la Maison de Schönburg.
Au Moyen Âge, un pont-levis sécurise l'entrée. Les canaux coulissants des poids du pont sont désormais visibles dans une pièce sous l'entrée du château. Lors de fouilles à l'époque de la RDA, les fondations de l'ancien château sont retrouvées sous le pavage de l'entrée de la porte du château. Il s'agit probablement de bâtiments situés dans la cour extérieure. Entre 2014 et 2016, des fouilles sont réalisées dans la cour du château et les fondations d'un Bergfried sont découvertes. Comme il n'existe que quelques Bergfriede dans toute la Saxe (y compris le château de Waldenbourg (de)), cette fondation est préservée. Lors d'un éviscération partielle, un blason de Schönbourg est découvert et exposé sous plâtre dans la salle dite des chevaliers (vraisemblablement gothique tardif). La structure principale du château conservée date du XVIe siècle et de la période 1837-1839.

## Histoire
La première mention, bien que controversée, du château sous le nom de "Castrum Lichtenstein" remonte à 1212, lorsque l'empereur Frédéric II laisse le château et la domination du Lichtenstein, ainsi que d'autres propriétés, au roi Ottokar Ier de Bohême. Le règne et le château deviennent ainsi des fiefs impériaux de Bohême, qui sont transmis à la Maison de Schönburg. Ce premier complexe de château est à un étage et possède des créneaux en bois et une tour de guet. Plus tard, le système de défense fut réalisé en maçonnerie de pierre de carrière de porphyre.
En 1286, Frédéric Ier de Schönburg (mentionné pour la première fois en 1247, décédé entre 1290 et 1291) enregistre "...castro Lichtenstein...", ainsi qu'en 1297 Friedrich II de Schönburg (mentionné pour la première fois en 1261, décédé vers 1297) . En 1349, les seigneurs bohèmes de Schönburg-Pirsenstein (de), Frédéric XIII (mentionné pour la première fois en 1341, décédé vers 1367) et Albert Ier (mentionné pour la première fois en 1349, décédé vers 1353) sont répertoriés comme propriétaires des châteaux de Ponitz et Lichtenstein dans le livre féodal de Frédéric III de Thuringe. En 1357, le château est apparemment détruit lors d'une querelle entre les Schönburg et la maison Reuss contre les margraves de Misnie. Le 5 avril 1382, les Schönburg de Bohême vendent leur part du Lichtenstein à leurs cousins saxons Frédéric XI et Guy Ier (mentionné pour la première fois en 1370, décédé entre 1421-1423) de Schönburg-Glauchau. En 1538, il y a un incendie au château. Il est reconstruit dans le style du début de la Renaissance.
Pendant la guerre de Trente Ans, le château fut détruit par l'armée impériale le 18 août 1632. En 1648, il est reconstruit sous sa forme actuelle et fut jusqu'au XIXe siècle le centre du régime féodal des Schönburg au Lichtenstein. Une vaste rénovation est réalisée vers 1790 par Otto Carl Friedrich von Schönburg-Waldenburg (1758-1800).
La crypte est créée sous la chapelle du château en 1797. 20 membres de la famille Schönburg y sont enterrés. L'entrée était un puits de ventilation jusqu'en 1958. Les cercueils, faits de bois, de zinc, de cuivre et de fonte, étaient descendus par une ouverture pratiquée dans le sol de la chapelle. L'un des cercueils est ouvert par une petite fissure. Otto Victor von Schönburg-Waldenburg avait peur d'une mort apparente, c'est pourquoi il fit fixer des morceaux de bois entre le couvercle et le fond. Une corde partait du cercueil à travers un trou dans le plafond de la crypte jusqu'à ses appartements et était reliée à une cloche qu'il voulait faire sonner pour ses serviteurs s'il se réveillait d'une mort apparente.
Entre 1837 et 1839, l'aile sud est modifiée et une galerie est construite dans la cour du château. Pendant la révolution de Mars 1848, Klemens Wenzel von Metternich, un parent des Schönburg, se serait caché dans le château. Les gens excités fouillèrent le château, mais sans succès.
En 1945, le propriétaire du château, Gontier de Schönbourg-Waldenbourg, est exproprié dans le cadre de la réforme agraire. Dès lors, le château sert de logement aux réfugiés. Le 1er octobre 1949, le château est transféré au diocèse de Meissen. L'intérieur du château est entièrement reconstruit et sert à l'association catholique Caritas de maison de retraite Sainte-Élisabeth, la chapelle de la maison servait également de lieu de culte pour la communauté catholique du Lichtenstein.
Dans les années 1950, les amis de l'histoire locale de l'association culturelle découvrent les passages souterrains sous le château et la crypte de la famille Schönburg et les rendent accessibles pour des visites. À l'entrée du château, le système de couloirs sous le château (une supposée cour souterraine), une chambre de torture et un donjon sont également découverts. Les murs de fondation d'une cour d'honneur sont découverts dans la zone du parvis, qui sont désormais à nouveau recouverts par le pavage du parvis. Il y a aussi un puits enterré ou, plus probablement, une citerne dans les couloirs. Aujourd'hui, les couloirs n'ont aucun lien avec le château. On y accède par un escalier sur le versant du Schlossberg et une entrée à cet endroit : 178 marches mènent de l'Angergasse au château et franchissent une hauteur de 34 m.
Le château devient la propriété du prince Alexandre de Schönburg-Hartenstein en 2000. L'accord d'utilisation avec la ville de Lichtenstein prend fin en 2008. Un restaurateur de la région acquiert le bâtiment en 2014 après une vente aux enchères obligatoire pour 78 400 euros et le fait transformer en hôtel.